# Rus-M

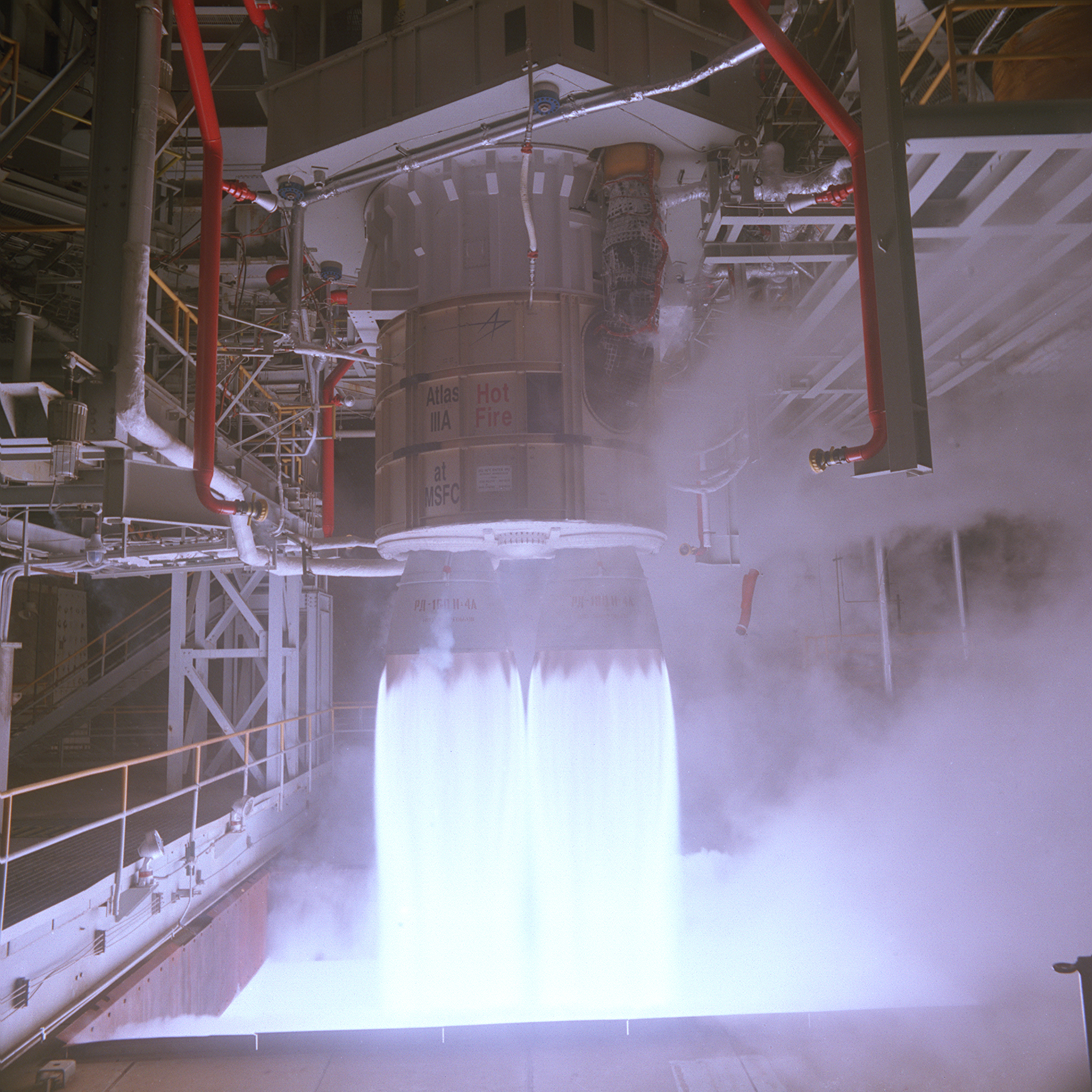
Teste de lançamento da NASA do foguete russo com sistema de propulsão Atlas III e motor russo RD-180, em 1998.

O Rus-M foi um projeto de lançador proposto que deveria se tornar o principal veículo de lançamento da Rússia para voos espaciais tripulados após 2018, e seria parte integrante da futura Orel, uma nave tripulada em desenvolvimento para substituir a Soyuz.
O Rus-M estava sendo desenvolvido pela TsSKB-Progress, a partir de 2009. O programa foi interrompido em outubro de 2011, reiniciado em 2012 e por fim cancelado em agosto de 2015.